# Оушен-Пойнт (Гаваї)
Оушен-Пойнт (англ. Ocean Pointe) — переписна місцевість (CDP) в США, в окрузі Гонолулу штату Гаваї. Населення — 14 965 осіб (2020).

## Географія
Оушен-Пойнт розташований за координатами 21°18′55″ пн. ш. 158°1′36″ зх. д. / 21.31528° пн. ш. 158.02667° зх. д. (21.315159, -158.026735).  За даними Бюро перепису населення США в 2010 році переписна місцевість мала площу 5,54 км², з яких 5,25 км² — суходіл та 0,29 км² — водойми.

## Демографія
Згідно з переписом 2010 року, у переписній місцевості мешкала 8361 особа в 2658 домогосподарствах у складі 2194 родин. Густота населення становила 1509 осіб/км².  Було 2928 помешкань (529/км²).
Расовий склад населення:
| - 34,6 % — білих - 30,5 % — азіатів - 7,4 % — чорних або афроамериканців - 4,1 % — вихідців з тихоокеанських островів - 0,6 % — корінних американців - 1,6 % — осіб інших рас |

До двох чи більше рас належало 21,3 %. Частка іспаномовних становила 10,7 % від усіх жителів.
За віковим діапазоном населення розподілялося таким чином: 30,2 % — особи молодші 18 років, 65,0 % — особи у віці 18—64 років, 4,8 % — особи у віці 65 років та старші. Медіана віку мешканця становила 32,1 року. На 100 осіб жіночої статі у переписній місцевості припадало 97,1 чоловіків;  на 100 жінок у віці від 18 років та старших — 97,0 чоловіків також старших 18 років.
Середній дохід на одне домашнє господарство  становив 116 783 долари США (медіана — 107 767), а середній дохід на одну сім'ю — 120 341 долар (медіана — 108 492). Медіана доходів становила 71 325 доларів для чоловіків та 46 250 доларів для жінок. За межею бідності перебувало 3,8 % осіб, у тому числі 7,5 % дітей у віці до 18 років та 2,4 % осіб у віці 65 років та старших.
Цивільне працевлаштоване населення становило 5053 особи. Основні галузі зайнятості: освіта, охорона здоров'я та соціальна допомога — 24,1 %, публічна адміністрація — 16,5 %, роздрібна торгівля — 11,9 %, науковці, спеціалісти, менеджери — 11,9 %.